# Покровский, Иван Васильевич
Ива́н Васи́льевич Покро́вский (14 января 1912 года, Псков, Российская империя — 22 сентября 1984 года, там же, РСФСР, СССР) — старший машинист паровозного депо Псков Октябрьской железной дороги (Псковская область), Герой Социалистического Труда.

## Биография
Родился 14 января 1912 года в городе Пскове, в семье железнодорожника. В 8 лет остался без отца. Окончил 5 классов и был принят в паровозное депо Пскова подручным слесаря-инструментальщика, и через восемь месяцев он начал работать самостоятельно. С ноября 1929 года — помощник машиниста, а с октября 1934 года — машинист паровоза. В том же году был командирован на Забайкальскую железную дорогу, где осваивал трудный участок пути между 53-м разъездом и станцией Яблоневая.
В первые дни Великой Отечественной войны бригада Покровского была передана в распоряжение военного коменданта станции. Враг был уже в предместьях города, а бойцы комендантского взвода взрывали склады с горючим и боеприпасами. Состав из двух вагонов, ведомый Покровским, ушел в Ленинград буквально из-под носа вражеских танкистов.
В годы войны был машинистом в 48-й колонне паровозов в блокадном Ленинграде. Он был одним из тех, кто под бомбами везли грузы в осажденный город. В одном из рейсов за Шлиссельбургом эшелон, который вел Покровский, был обстрелян орудиями, поставленными гитлеровцами на прямую наводку. Снаряд угодил в котел паровоза Покровского. Машинист очнулся в полевом госпитале, весь обваренный паром, оглушенный, с вывихом плеча и ноги. До конца войны Иван Васильевич работал на прифронтовых дорогах.
После войны вернулся во Псков, восстанавливал нормальную жизнь Псковского железнодорожного узла. Когда в Псковское паровозное депо прислали паровозы СО, опять стал работать машинистом. Вел инструкторскую работу, ездил с молодежью. Был одним из первых машинистов в Псковском отделении, который начал вождение тяжеловесных поездов. Проявил инициативу в создании колонны имени XXI съезда КПСС, затем возглавил её. Колонной было проведено 2505 тяжеловесных поездов, которые перевезли 1245516 тонн груза сверх нормы. Подготовил десятки молодых машинистов и помощников.
Указом Верховного Совета СССР от 1 августа 1959 года за выдающиеся успехи в развитии железнодорожного транспорта Покровскому Ивану Васильевичу присвоено звание Героя Социалистического Труда с вручением ордена Ленина и Золотой медали «Серп и молот».
Жил в Пскове. Скончался 22 сентября 1984 года.
Награждён орденом Трудового Красного Знамени, медалями, знаком «Почетному железнодорожнику».